# Ramón Legrande
Ramón Legrande Fuentes (Santiago de Compostela, 1847-Santiago de Compostela, 1882) fue un pintor, dibujante y profesor español.

## Biografía
Nacido en 1847 en Santiago de Compostela, en la Exposición Regional de Galicia celebrada en su ciudad natal en 1875 presentó, en tinta china, un retrato de Pío IX y otro de fray Rafael de Vélez, arzobispo de Santiago; al óleo Una Dolorosa y Una flor; al aguafuerte una Alegoría de Galicia, y picado en papel con un cortaplumas el Retrato de D. Vicente Valderrama. En la Exposición de Pontevedra de 1880 figuró suyo un Retrato de D. Antonio Romero Ortiz, al lápiz. Consagrado a la enseñanza del dibujo en la Real Sociedad Económica de Amigos del País de Santiago y en varios colegios particulares, careció de tiempo para ejecutar obras de gran empeño, excepto una que envió a la Escuela dantesca de Milán, por la que alcanzó una medalla de oro.
Falleció víctima de la diabetes, en su ciudad natal, el 27 de agosto de 1882, a los treinta y cuatro años de edad.